# Stemma di Napoli
(Padiglione, p. 73)
Lo stemma della Città di Napoli è costituito da uno scudo sannitico diviso orizzontalmente a metà con la parte superiore di oro e la metà inferiore rossa. Lo scudo è timbrato da una corona turrita da città del tipo in uso prima del Regio decreto n. 652 del 7 giugno 1943.

## Blasonatura
Lo stemma, riconosciuto con decreto del Capo del Governo del 13 gennaio 1941, ha la seguente blasonatura:
La descrizione del gonfalone è la seguente:
Il gonfalone è decorato di una medaglia d'oro al valor militare per i sacrifici della popolazione e per le attività nella lotta partigiana durante la rivolta detta delle Quattro giornate di Napoli.

## Storia
Sono presenti diverse leggende, per lo più di origine seicentesca, per tentare di spiegare le origini dello stemma della città, tra queste la più diffusa, sostenuta dal Summonte, è probabilmente quella che spiega come questi furono i colori con i quali vennero accolti in città l'imperatore Costantino I e sua madre Elena nel 324, quando la popolazione si convertì al Cristianesimo abiurando l'antico culto del sole e della luna a cui i due colori alludevano, in alternativa veniva ritenuto essere l'emblema delle lotte combattute all'epoca del Ducato indipendente (755-1027) contro il longobardo Principato di Benevento ed in alleanza con il normanno conte di Aversa Rainulfo. Queste tesi furono già dichiarate infondate dallo storico Bartolommeo Capasso.

Stemma della ex provincia

Uno dei primi simboli usati dalla città fu il cavallo, presente nella monetazione del comune di Napoli posteriore a Federico II, a metà del XIII secolo e, ancor oggi, sull'emblema della città metropolitana di Napoli.
La prima attestazione documentaria dell'uso dello stemma attuale è forse un sigillo presente su un documento del 31 gennaio 1488, e perciò una delle prime ipotesi degli studiosi fu che lo stemma di Napoli discendesse da quello dei sovrani aragonesi (i famosi pali d'Aragona) per il fatto che sui due simboli sono presenti gli stessi colori e che la sua adozione fosse avvenuta posteriormente alla loro conquista del regno di Napoli ad opera di Alfonso V d'Aragona, avvenuta nel 1442. In realtà il fatto che due rappresentazioni di quello che potrebbe essere l'emblema napoletano siano presenti in due documenti antecedenti, di epoca angioina, porterebbero ad anticipare la nascita del simbolo stesso.

Stemma d'Aragona

Il primo documento, i Regia carmina, è del XIV secolo, si tratta di un panegirico in onore di re Roberto d'Angiò, opera probabilmente di Convenevole da Prato, composto tra il 1328 e il 1336; in questo codice miniato è presente una miniatura in cui un vessillifero porta due insegne, la principale e più grande è la bandiera della casa reale di Francia (d'azzurro seminata di gigli d'oro), a cui gli Angioini appartenevano, mentre la seconda è più piccola ed è una semplice bandiera divisa verticalmente di colore rosso-oro; bisogna considerare che nel medioevo le bandiere venivano ottenute dagli stemmi mediante una rotazione di 90°. Dagli studiosi questo secondo simbolo, non immediatamente collegabile con niente di conosciuto all'epoca, è stato spesso ritenuto “allegorico” oppure da identificare con l'orifiamma della casa reale francese. Le due ipotesi sono da scartare in quanto la prima non spiega perché ad un simbolo ben preciso (la bandiera degli Angiò) se ne debba accompagnare uno "allegorico", la seconda sottovaluta il fatto che l'orifiamma era di pertinenza del solo re di Francia oltre ad essere differente da quella qui riportata. È possibile che invece si tratti di un ulteriore simbolo angioino che in seguito passò ad identificare la città capitale del regno.

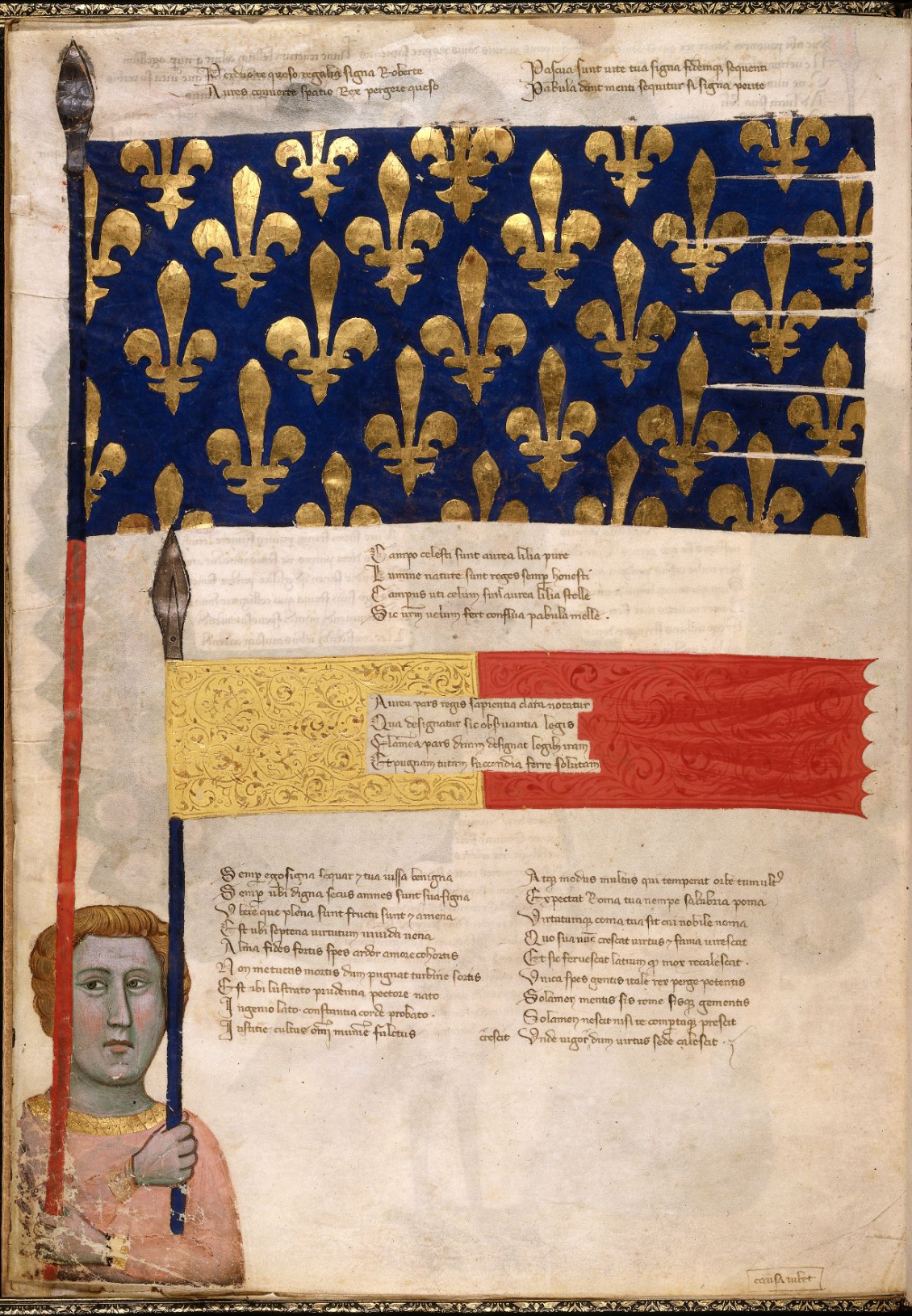
Regia Carmina, folio 23v

Il secondo documento è un portolano la cui stesura risale agli anni 1325-1330 ad opera di Angelino Dalorto, in cui a differenza di opere coeve, a Napoli non viene assegnata l'insegna angioina ma una bandiera bicolore, del colore della pergamena nella parte dell'asta e rossa nell'altra metà. Un commentatore dell'opera avverte che «non si tratta dello stemma del reame, ma soltanto della città».

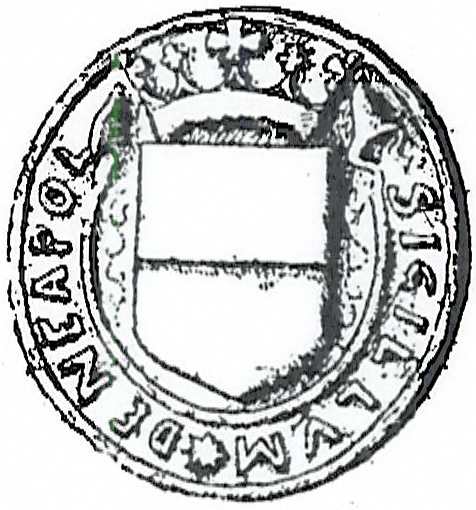
Sigillo del 1488 riportante lo stemma di Napoli

Sulla provenienza dei colori rosso ed oro agli Angioini, da cui passarono alla città, si può osservare che rosso-oro sono i colori della chiesa cattolica di cui essi si ersero a paladini contro l'Impero, per cui può darsi che Carlo I d'Angiò li usasse al momento del suo scontro con Manfredi; d'altra parte anch'essi utilizzavano i Pali d'Aragona in quanto discendenti da Bianca di Castiglia, inoltre il feudo di Provenza ereditato da Carlo d'Angiò proveniva anch'esso dalla casa catalana dei conti di Barcellona. Il simbolo catalano è presente in molte testimonianze angioine.
La prima testimonianza in cui l'attuale stemma viene usato in un documento ufficiale della città è un atto del 31 gennaio 1488, con il quale gli Electi Civitatis Neapolis presentano un ricorso contro alcune gabelle; il documento presenta un sigillo impresso su carta a sua volta attaccata al foglio con della cera rossa, sul sigillo è presente il blasone cittadino sormontato da una corona ducale e circondato dalla legenda Sigillvm  de Neapol.

Nuovo logo

In altre epoche sono state usate forme o aggiunti simboli diversi per rappresentare lo stemma. Durante la Repubblica Napoletana del 1647, instaurata a seguito della rivolta di Masaniello, nel centro dello scudo fu posta in palo una lettera P, quale simbolo della supremazia del popolo, che poi divenne una C iniziale della parola civitas. Nel 1866 fu abbandonato l'uso di sovrapporre allo stemma una corona ducale, in ricordo dell'epoca in cui Napoli era capitale dell'omonimo ducato, per sostituirla con una corona turrita, simbolo araldico di «volontà di libertà e di indipendenza municipale».
Durante il fascismo allo stemma, in ossequio ai Regi Decreti del tempo, fu inizialmente, nel 1928, affiancato lateralmente un fascio littorio, mentre nel 1933 fu imposto il capo del Littorio poi eliminato nel 1944.
Nel 2005, con determinazione n. 39 del 21 novembre, l'amministrazione comunale bandì un concorso di idee per innovare l'identità grafica del comune mantenendo inalterato lo stemma. Dal concorso, vinto dalla società Vpoint (Luca Mosele art director), scaturì il nuovo logo con l'“onda” di colore ciano e la scritta "Comune di Napoli", per cui è usato il carattere Frutiger in romano e grassetto, che dal 1º gennaio 2007 è presente su tutti gli atti del comune.